# Muhlenbergia sericea
Muhlenbergia sericea là một loài thực vật có hoa trong họ Hòa thảo. Loài này được (Michx.) P.M.Peterson mô tả khoa học đầu tiên năm 2001.